# مورین (فلاونول)
مورین (فلاونول) (به انگلیسی: Morin (flavonol)) با فرمول شیمیایی C۱۵H۱۰O۷ یک ترکیب شیمیایی با شناسه پاب‌کم ۵۲۸۱۶۷۰ است. که جرم مولی آن ۳۰۲٫۲۳۵۷ g/mol می‌باشد. 